# Agoraea mossi
Agoraea mossi är en fjärilsart som beskrevs av Rothschild 1922. Agoraea mossi ingår i släktet Agoraea och familjen björnspinnare. Inga underarter finns listade i Catalogue of Life.